# 清元志寿太夫
清元 志寿太夫（きよもと しずたゆう、旧字体：淸元 志壽太夫、1898年（明治31年）4月25日 - 1999年（平成11年）1月2日）は、大正から平成にかけて活動した清元節太夫。
重要無形文化財保持者（人間国宝）、文化功労者、日本芸術院会員、正五位勲三等瑞宝章。前名は、清元松喜太夫。本名は、柿沢竹蔵。天声の美声と声量の豊かさによって清元界のみならず、戦前・戦中・戦後の邦楽界を代表する太夫・演奏家であった。

## 生い立ち・芸歴
- 1898年 - 神奈川県横浜市山下町生まれ。
- 1913年 - 清元延小家寿（のぶこやす）に師事。
- 1921年 - 家元・五世清元延寿太夫と三味線方の三世清元梅吉（後の清元寿兵衛）が出演料の分配を巡って不和となり、梅吉が独立。
- 1923年 - 二世喜久太夫に入門して松喜太夫と名乗り、浅草観音劇場における「喜撰」「吉野山」で初舞台。
- 1924年 - 延寿太夫の門下に移って初代清元志寿太夫となった。市村座『筆幸』を務めたのを皮切りに、その年の内に清元延寿太夫の脇を語る。
- 1926年 - 大阪弁天座『三社祭』で初めての立語り。名人として知られた師の晩年の芸をよく吸収し、生れつきの声量、美声と相俟って六代目尾上菊五郎を初めとする役者にも重宝され、着々と実績を積みかさねてゆく。
- 1938年 - 五世延寿太夫が病に倒れ、また時を同じくして六世延寿太夫を相続する予定であった四世栄寿太夫が早世したため、その後継者として舞台と社中を支え、戦後は朋輩の清元栄寿郎や清元寿国太夫、清元正寿郎らと協力して若年であった清元延寿太夫（五世の孫、栄寿太夫の子息）を側面から支え、社中を統率し清元節太夫の第一人者として斯界に大きな影響を与えた
- 1980年 - 5月28日、歌舞伎座で「清元生活六十五年記念演奏会」を開催。
- 同年、三世今藤長十郎と「芸遊会」を開催。三世今藤長十郎作曲、志寿太夫節付の「豊後道成寺」を披露する。長唄と清元の第一人者の競演で話題を呼んだ。この「豊後道成寺」を見た、四代目中村雀右衛門が主宰する「雀右衛門の会」での上演を申し入れ、2代目藤間勘祖の振付、志寿太夫の浄瑠璃で上演。後に歌舞伎の本興行にも取り上げられ何度も踊っている。
- 1988年 - 2月27日歌舞伎座で「清元志寿太夫の卆寿の会」を開催。以後、1991年10月の七回目まで「志寿太夫の会」を歌舞伎座で開催。
- 1997年 - 1月「百歳」を記念して、「寿初春大歌舞伎」昼の部のキリ狂言で「清元志寿太夫百寿を祝して　青海波」が上演された。幹部、花形が総出演した。
- 1998年 - 11月「清元延寿太夫清元宗家継承十周年演奏会」が歌舞伎座で行われた。この舞台に出演したのが最後となった。
- 2005年 - 1月「清元志寿太夫七回忌追善演奏会」が歌舞伎座で開催された。　十八代目中村勘三郎が「玉兎」、七代目尾上菊五郎と、五代目尾上菊之助が「道行初音旅」（吉野山）、四代目中村雀右衛門が「雁金」を踊り、清元延寿太夫 (七世)らで「隅田川」を演奏した。

## 家系
- 妻：清元延香
- 子息：清元榮三郎（重要無形文化財保持者、人間国宝。父子二代は初。）、清元小志壽太夫、清元志佐雄太夫、清元志壽朗
- 孫：清元志壽子太夫、清元志壽雄太夫、清元延知壽。
- 曾孫：清元延綾、清元一太夫、柿澤勇人。

四代で清元を生業としている家系である。

## 受賞歴等

### 受賞
主な賞歴は以下の通り。
- 1961年、『高尾ざんげ』の演奏と多年にわたる古典の復活発表に対し芸術選奨文部大臣賞。
- 1968年、日本芸術院賞[2]。
- 1969年、勲三等瑞宝章受章（没後正四位勲二等瑞宝章を追綬）。
- 1978年、日本芸術院会員就任。
- 1981年、NHK放送文化賞を受賞。
- 1982年、文化功労者。

### その他
1956年、清元節太夫では初めて、重要無形文化財保持者（人間国宝）として各個認定された。子息の榮三郎も1996年に重要無形文化財保持者として各個認定され、現役で親子二代にわたる人間国宝として活躍するという稀有な記録も残した。
このほか清元節演奏家としては極めて稀なことに、1955年（昭和30年）頃高松宮家より『志摩ノ大掾』の掾号を授与される。

## 人柄とその周辺
極めて長命を保ち、しかもその芸は衰えることがなく、歌舞伎座で百歳記念の興行（1997年1月 昼の部『青海波』幹部、花形が総出演した。）を行ったほどであった。晩年は自らの語り場の途中で突然扇子を置いて止めてしまったり、他の太夫の語り場を語ってしまったりというアクシデントもあった。所演曲のほとんどすべてについて極め付きの声が高かったが、特に『色彩間苅豆　累(かさね)』『忍逢春雪解　三千歳』『隅田川』などを得意としていた。
豪放磊落な性格で知られ、徹夜麻雀を好み、煙草は嗜まなかったが、極端な偏食で、酒は好きなだけ飲む、という生活であったにもかかわらず、その声質は衰えることを知らなかった。朝まで麻雀を打って歌舞伎座に出演したとか、舞台の声が歌舞伎座表の晴海通りまで聞こえたなどという逸話には事欠かない。麻雀以外の賭け事も好み、巡業先でも国内外を問わず近隣の競馬場へ出入りし、亡くなる間際にも家族に馬券の購入を頼んでいたという。
長寿の秘訣は本人の語るところによれば大根おろしにしらすをあえてレモンを掛けたものを毎朝食べることだそうである。

## 志壽太夫の最期
臨終に際しては、入院はしていたものの特に具合が悪いということもなかったが、1999年（平成11年）1月1日、病床を訪ねた長男の榮三郎に「こうした101歳まで生きられたのもおまえたちのおかげだ」と感謝の言葉を漏らし、亡くなる当日もテレビで初芝居の勧進帳を視聴していたが、しばらくして容態が急変し、101歳の生涯を閉じた。
1999年の正月は偶然にも38年ぶりに清元の初芝居出勤が無く、清元社中は総出で長年社中の大看板であった志壽太夫を見送ることができた。

## 著書
「清元ひとすじ」1981年7月、演劇出版社刊

## レコード・CD
「清元志壽太夫全集・清元五十番」 1955年 - 1970年、日本ビクター

## 海外公演
- 1964年8月、ハワイ歌舞伎公演で『隅田川』を語る。
- 1967年8月、モントリオール万国博覧会カナダ歌舞伎公演で『隅田川』を語る。
- 1972年6月、ヨーロッパ歌舞伎公演で『隅田川』を語る。
- 1978年2月 - 3月、オーストラリア歌舞伎公演で『隅田川』を語る。
- 1982年6月 - 7月、ジャパン・ソサエティー七十五周年記念アメリカ歌舞伎公演で『隅田川』を語る。
- 1985年7月 - 8月、アメリカ歌舞伎公演で『累』を語る。
- 1987年6月、ソビエト歌舞伎公演で『隅田川』を語る。
- 1988年7月 - 8月、オーストラリア歌舞伎公演で『隅田川』を語る。
- 1990年10月 - パリ・フランクフルト歌舞伎公演で『隅田川』を語る。

志壽太夫の「隅田川」は海外でも大絶賛であった。